# Bert Whalley
Pour les articles homonymes, voir Whalley.
Bert Whalley, né le 6 août 1912 à Ashton-under-Lyne (Angleterre), mort le 6 février 1958 à Munich (Allemagne), est un footballeur anglais, qui évoluait au poste de milieu de terrain à Manchester United. Après sa carrière de footballeur, il est devenu un des préparateurs de Manchester United à l'époque où le club était entrainé par Matt Busby. Il est mort lors du crash du Vol 609 British European Airways. 

## Carrière
- 1935-1946 :  Manchester United